# Saniella
Saniella es un género de plantas perteneciente a la familia de las hipoxidáceas. Incluye 2 especies perennes, herbáceas, tuberosas o rizomatosas, que se distribuyen por la provincia del Cabo hasta Lesoto en Sudáfrica.

## Taxonomía
El género fue descrito por Hilliard & B.L.Burtt y publicado en Notes from the Royal Botanic Garden, Edinburgh 36: 70. 1978. La especie tipo es: Saniella verna Hilliard & B.L.Burtt

## Especies aceptadas
A continuación se brinda un listado de las especies del género Saniella aceptadas hasta septiembre de 2014, ordenadas alfabéticamente. Para cada una se indica el nombre binomial seguido del autor. abreviado según las convenciones y usos.	
- Saniella occidentalis (Nel) B.L.Burtt, Edinburgh J. Bot. 57: 69 (2000). Provincia del Cabo.

- Saniella verna Hilliard & B.L.Burtt, Notes Roy. Bot. Gard. Edinburgh 36: 71 (1978). Este de la Provincia del Cabo hasta Lesoto.